# Domingo de Manhã
"Domingo de Manhã" é uma canção da dupla sertaneja brasileira Marcos & Belutti, lançada em 2014. Tem a composição de Bruno Caliman. Figurou como uma das canções mais executadas do ano no Brasil, tendo ficado 29 semanas no ano entre as 10 mais executadas.

## Antecedentes
"Domingo de Manhã" foi composta pelo baiano Bruno Caliman. "Em 'Domingo de Manhã', quis uma letra que a pessoa pudesse falar naturalmente por telefone, algo intimista. Na versão que mandei voz e violão para os meninos conhecerem, até simulo uma voz de sono", conta Bruno.
Na música sobre o namorado que "perturba" a amada logo cedo ao telefone, o objetivo era desligar os clichês. "É uma canção de amor sem o verbo amar", ressalta Bruno. Os versos excêntricos que citam "módulo lunar" e "hotel mil estrelas em Dubai" não agradaram de cara. "Tomamos um susto", diz Marcos. "Pensei: 'Será que as pessoas vão cantar?' Tinha medo dessas partes diferentes". Quem os convenceu foi Sorocaba, cantor e empresário de Marcos & Belutti. "Essa música vai ser um divisor de águas na vida de vocês", profetizou Sorocaba.

## Desempenho nas tabelas musicais
| Tabela musical (2014)                     | Melhor posição |
| ----------------------------------------- | -------------- |
| Brasil - Billboard Brasil Hot 100 Airplay | 2              |
| Brasil - Connect-Mix Company - Top 200    | 1              |

## Prêmios e indicações
| Ano  | Prêmio            | Indicação     | Resultado | Ref.  |
| ---- | ----------------- | ------------- | --------- | ----- |
| 2014 | Caldeirão de Ouro | As 10+ do Ano | 4º Lugar  |       |
| 2014 | Melhores do Ano   | Música do Ano | Indicado  | [ 5 ] |